# ربات انسان‌نما

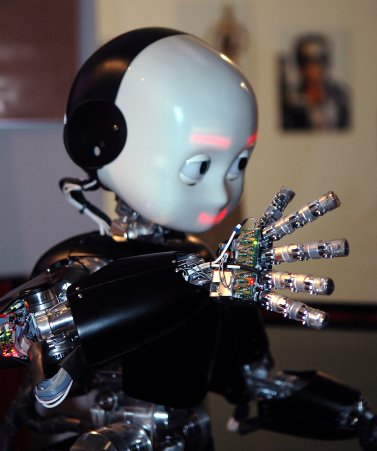
ربات آی‌کیوب در جشنواره علمی ژنو در ایتالیا، سال ۲۰۰۹

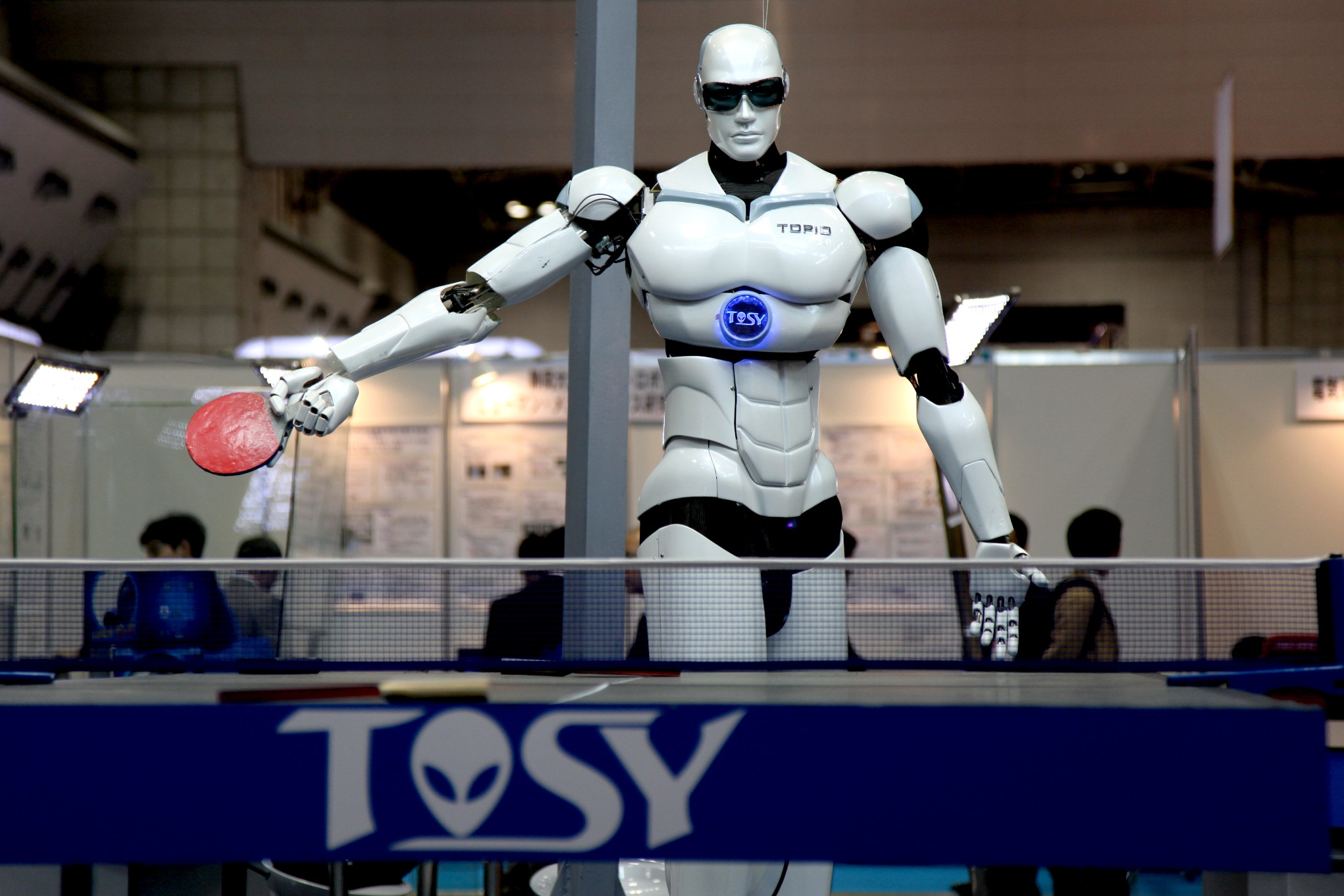
ربات انسان‌نما که تنیس روی میز بازی می‌کند

ربات‌های انسان‌نما، (به انگلیسی: Humanoid robot) به ربات‌هایی گفته می‌شود که از لحاظ خصوصیت‌های ظاهری بسیار به انسان‌ها شبیه هستند. اینگونه ربات‌ها در محیط‌های انسانی و با ابزار ساخته‌شده توسط انسان، می‌توانند تعامل داشته باشند، برای مثال جسمی را بردارند یا در محیطِ کار، راه بروند.
در حالت کلی، ربات‌های انسان‌نما از نظر ظاهری شبیه انسان و دارای سر و دو پا و دو دست هستند، در برخی از موارد هم اینگونه ربات‌ها علاوه بر موارد فوق دارای صورت، چشم و لب هم می‌باشند.

## نمونه ایرانی
چهار ربات سورنا ۱، سورنا ۲، سورنا ۳ و سورنا ۴ چهار نمونه ربات انسان‌نما هستند که توسط دانشگاه تهران طراحی و ساخته‌شده‌اند.
ربات انسان‌نما شخصی ام هفت، ساخته‌شده با پرینتر سه‌بعدی